# Cornelius Atticus
Distinció Cornelius Atticus ist der Name einer Sportauszeichnung, die seit 1996 jährlich auf den Balearen an herausragende Sportlerpersönlichkeiten der Inseln vergeben wird.
Die Auszeichnung erfolgt durch die Regierung der Balearen, die Entscheidung über ihre Vergabe trifft eine Jury, in der sich Sportfunktionäre und balearische Politiker befinden. Unter den Ausgezeichneten befinden sich der sechsfache Steherweltmeister Guillermo Timoner, der Tennisspieler Rafael Nadal, der Motorradrennfahrer Jorge Lorenzo, der paralympische Schwimmer Xavi Torres und der zweifache Olympiasieger im Punktefahren (Bahnradsport), Joan Llaneras. Nachdem es bis 2016 nur eine einzige gemeinsame Kategorie gab, wird der Preis seit 2017 auch in einer zweiten Kategorie speziell an Frauen vergeben.
Der Name der Auszeichnung geht auf den römischen Pankratiasten Cornelius Atticus Pancratius zurück, der im 3. Jahrhundert auf Mallorca bestattet wurde. Aufgrund seines Namens Atticus ist davon auszugehen, dass er griechischer Abkunft war. Sein Grab wurde 1933 in der römischen Ausgrabungsstätte Pollentia bei Alcúdia auf Mallorca gefunden. Entdeckt wurde auch sein Grabstein mit einem Epitaph, in dem der tote Athlet gepriesen wird: Er habe sein Leben dem Training seiner Muskeln durch Übungen in der Palästra gewidmet und das Volk mit seiner Kunst entzückt.
Die Auszeichnung wurde nach Cornelius Atticus benannt, weil er der erste bekannte Sportler von den Balearen gewesen sei. Die geehrten Personen erhalten eine gläserne Urkunde mit einer kleinen Nachbildung des Grabsteins mit Inschrift. Das Original ist im Museu monogràfic de Poŀlèntia in Alcúdia ausgestellt.